# Färla, Karl Erikssons ätt
Färla, Karl Erikssons ätt är en medeltida frälseätt från Södermanland. Anfadern Erik är känd endast genom barnens patronymikon. Han hade sonen Karl och dottern Elin.
Vapen: två korslagda färlor
Karl Eriksson nämns tidigast 1394. År 1401 nämns han som häradshövding i Södermanland. Hans sätesgård var Lund – troligen i Kattnäs socken i Daga härad. Han levde ännu 1411. Han var gift med en dotter till Nils Anundsson (av sågskura, kluven sköld). Han hade sönerna Bengt Karlsson, Martin Karlsson och Johan Karlsson (Färla), samt döttrarna Elin och Ingrid.
Bengt Karlsson var gift med Birgitta Nilsdotter och fick sonen Nils, som blev far till Gustav Vasas riksråd, riddaren Bengt Nilsson (Färla) till Eka.
hans son Åke Bengtsson (Färla) dog barnlös 1578.